# Edvinas Ramanauskas
Edvinas Ramanauskas (18 de agosto de 1985) é um canoísta de velocidade lituano, medalhista olímpico.

## Carreira
Edvinas Ramanauskas representou seu país na Rio 2016 ganhou a medalha de bronze no prova do K2-200m ao lado de Aurimas Lankas.